# Pterinochilus cryptus
Pterinochilus cryptus is een spinnensoort in de taxonomische indeling van de vogelspinnen (Theraphosidae).
Het dier behoort tot het geslacht Pterinochilus. De wetenschappelijke naam van de soort werd voor het eerst geldig gepubliceerd in 2008 door Gallon.